# Knorpelkraut
Das Knorpelkraut (Illecebrum verticillatum), auch Quirlige Knorpelmiere genannt, ist die einzige Art der monotypischen Pflanzengattung Illecebrum innerhalb der Familie der Nelkengewächse (Caryophyllaceae). Sie ist in Europa, Makaronesien und Nordafrika verbreitet. 

## Beschreibung

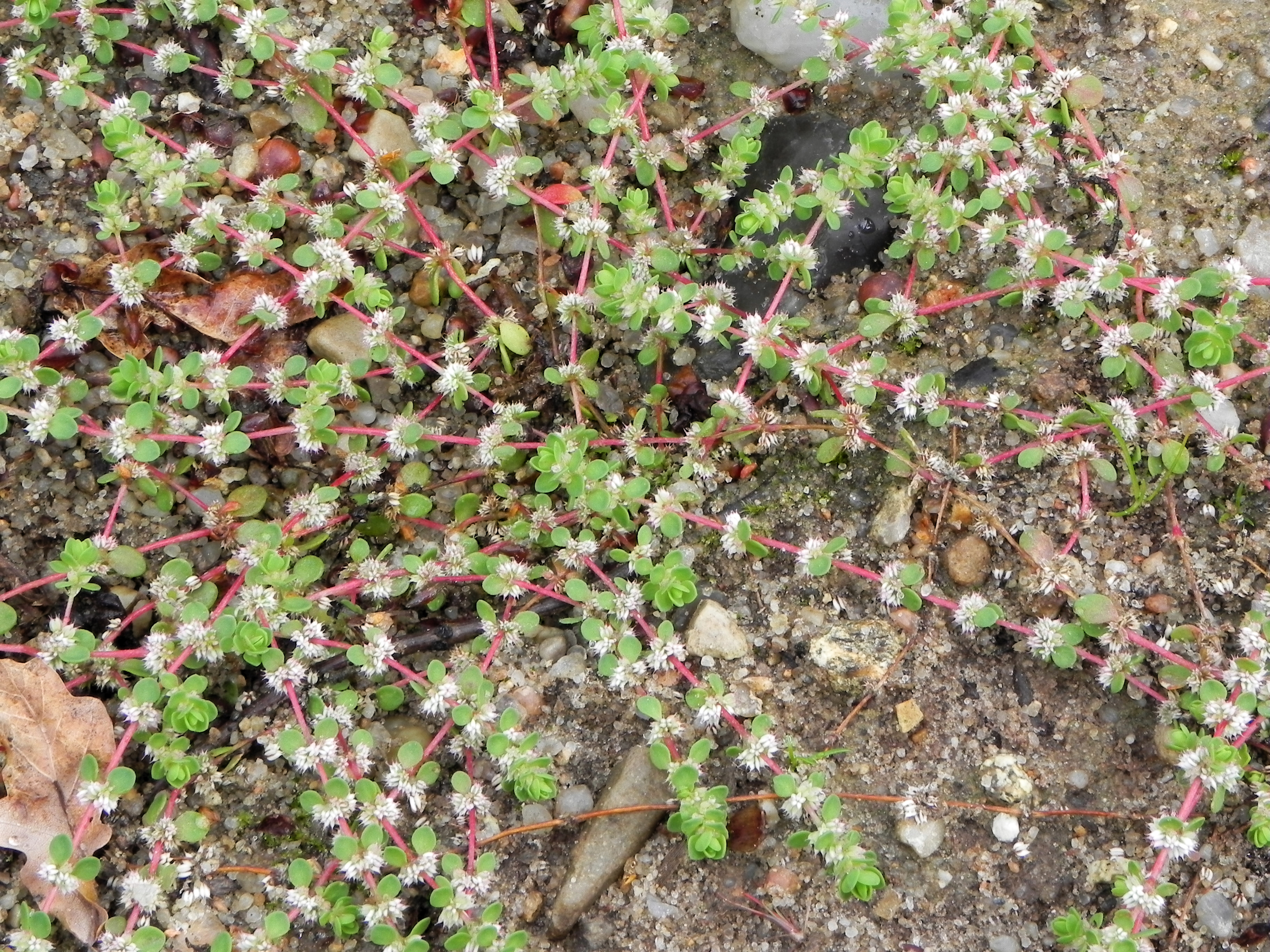
Habitus und Blüten der Quirligen Knorpelmiere im Naturpark Südheide

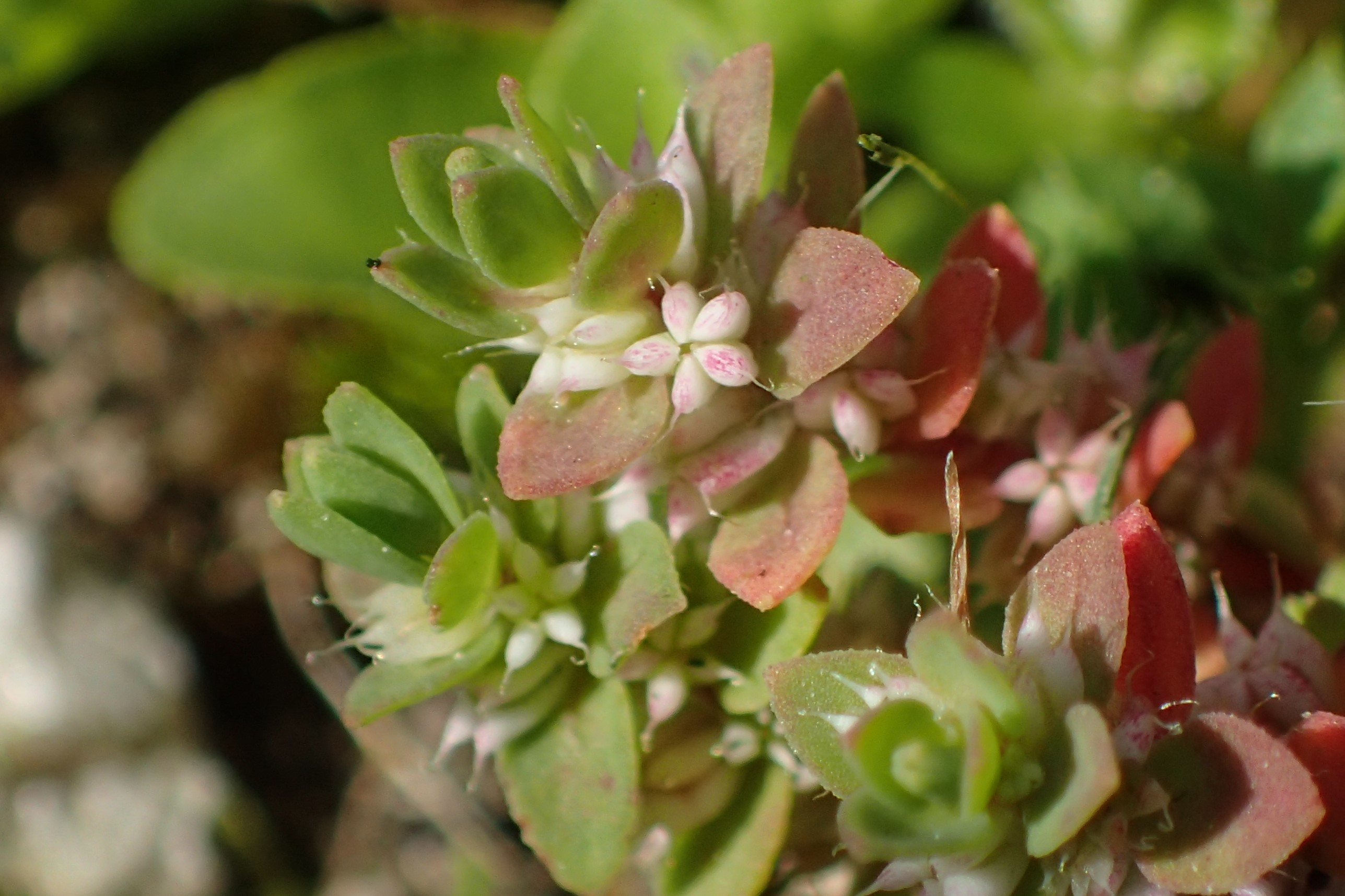
Blüte

### Vegetative Merkmale
Das Knorpelkraut ist eine einjährige krautige Pflanze. Alle Pflanzenteile sind kahl. Die niederliegenden, einfachen oder am Grund verzweigten, schlanken Stängel sind meist 5 bis 30 (bis 70) Zentimeter lang, vierkantig und meist rötlich. 
Die gegenständig am Stängel angeordneten, leicht fleischigen, kleinen Laubblätter sind sitzend. Die einfache, kahle und ganzrandige Blattspreite ist bei einer Länge von 2 bis 5 Millimeter eiförmig bis verkehrt-eiförmig mit stumpfem oberem Ende. Die Nebenblätter sind klein und trockenhäutig. 

### Generative Merkmale
Die Blütezeit reicht von Juli bis September. Vier bis sechs Blüten stehen in blattachselständigen Knäueln (Wickel) zusammen. Pro Knoten (Nodium) gibt es zwei Wickel, die zusammen einen Scheinquirl bilden. Unter jeder Blüte stehen zwei sehr kleine, weißhäutige und 1 Millimeter lange Vorblätter. 
Die zwittrigen und sitzenden Blüten sind radiärsymmetrisch und fünfzählig mit (doppelter) Blütenhülle. Die fünf sehr kleinen und freien, weiß-grünlichen und kapuzenförmigen, klappigen, schwammigen Kelchblätter sind 1,5 bis 2,5 Millimeter lang, aufrecht und neigen zusammen. An der Spitze jedes Kelchblattes sitzt am Rücken eine 0,5 bis 0,7 Millimeter lange Granne. Es sind stark reduzierte Kronblätter vorhanden oder sie fehlen, wobei diese auch als Staminodien gedeutet werden. Es sind 3–5 sehr kurze Staubblätter vorhanden. Der oberständige Fruchtknoten ist einkammerig mit einer grundständigen Samenanlage. Der Griffel ist sehr kurz und hat zwei Narben.
Die einfächerige und einsamige, klappig, fetzig öffnende Kapselfrucht im bleibenden Kelch ist gerillt. Die Samen sind braun und glänzend.
Die Chromosomenzahl beträgt 2n = 10.

## Ökologie
Es erfolgt Selbstbestäubung. Nach Glück ist es wahrscheinlich, dass die Art an den meisten Wuchsorten die erste Periode der Entwicklung unter Wasser durchmacht, um dann später in der trockenen Jahreszeit zum Landleben überzugehen.

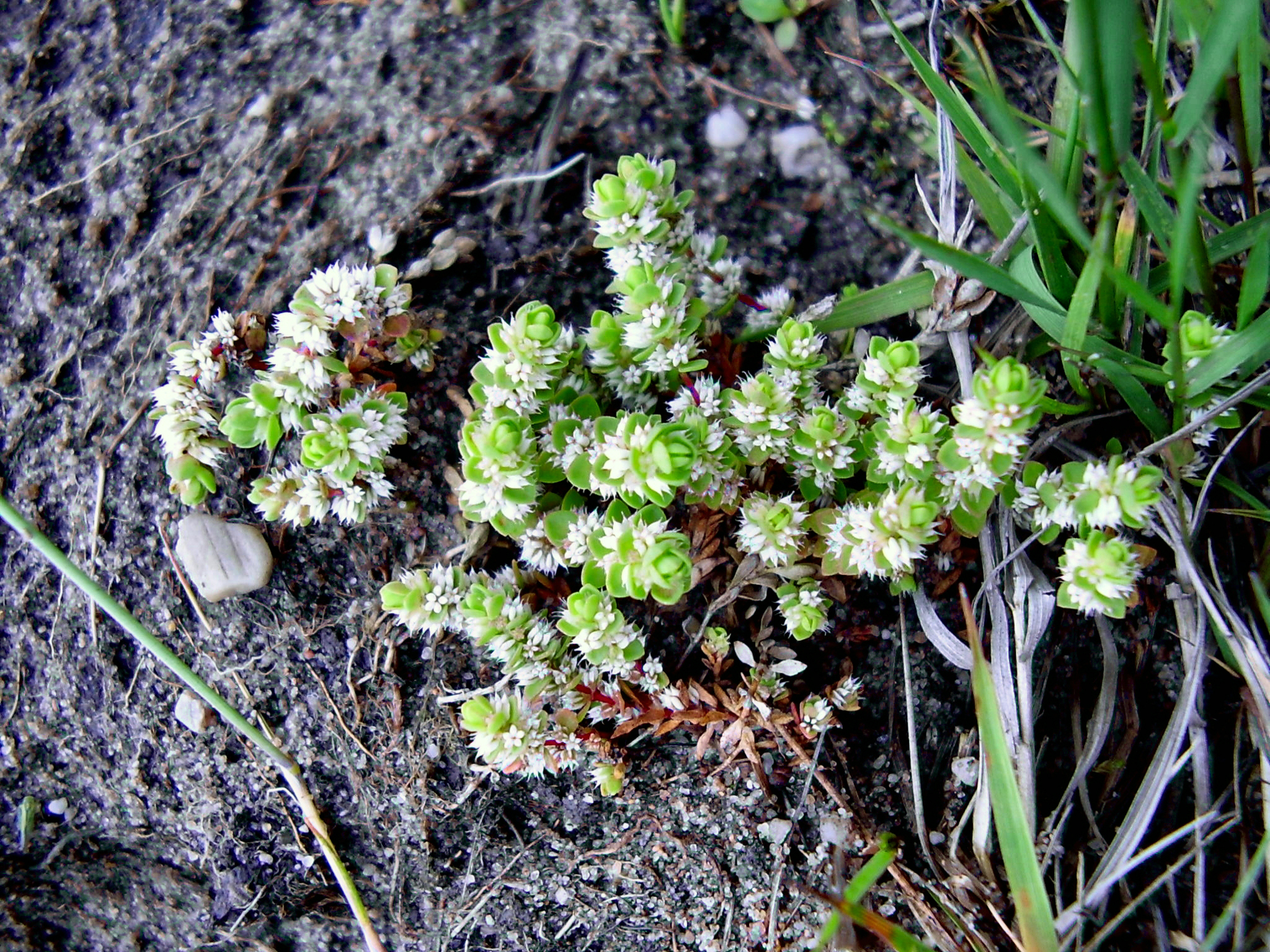
Habitus

## Vorkommen und Gefährdung
Das Verbreitungsgebiet des Knorpelkraut liegt in Europa, Makaronesien und den Maghreb-Staaten. Fundorte gibt es auf Madeira sowie Teneriffa, in Algerien, Marokko sowie Tunesien, in Dänemark, im südlichen England, in den Niederlanden, in Belgien, Deutschland, Österreich, Polen, Tschechien, der Slowakei, Frankreich (inklusive Korsika), Portugal, Spanien, Italien (inklusive Sardinien) und Griechenland.
Das Knorpelkraut gedeiht auf Sandäckern und feuchten Standorten: nährstoffreichen, kalkarmen, sauren und lehmigen Sandböden. Es ist wärmeliebend und kommt nur in ozeanisch beeinflussten Gebieten vor. Es ist in Mitteleuropa eine Charakterart des Spergulario-Illecebretum aus dem Verband Nanocyperion.
Das Knorpelkraut gilt in Deutschland als gefährdet, in Österreich ist es vom Aussterben bedroht und kommt nur im niederösterreichischen Waldviertel vor. In der Schweiz gilt die Art als ausgestorben.

## Systematik
Die Gattung Illecebrum wurde 1753 mit der Typusart Illecebrum verticillatum durch Carl von Linné in Species Plantarum, 1, S. 206 aufgestellt. Ein Homonym ist Illecebrum Spreng. (in Kurt Sprengel: Anleitung zur Kenntnis der Gewächse, 2 (1), 1817, S. 317).
Illecebrum verticillatum ist die einzige Art der Gattung Illecebrum aus der Tribus Paronychieae in der Unterfamilie Paronychioideae innerhalb der Familie Caryophyllaceae.